# Raión nacional griego
El Raión nacional griego (del ruso: Греческий национальный район) fue una división de la República Socialista Federativa Soviética de Rusia en la Unión de Repúblicas Socialistas Soviéticas dentro de las fronteras del krai de Krasnodar (1925-1934, Krai del Cáucaso Norte; 1934-1937, Krai de Azov-Mar Negro) y que existió entre 1930 y 1938. Su centro administrativo era Krýmskaya, la actual Krymsk. En 1938 tenía una superficie de 1601 km².

## Historia
El raión nacional fue establecido por decisión del comité ejecutivo del krai del Cáucaso Norte el 27 de febrero de 1930 y ratificada por la Presidencia del Comité Ejecutivo Central de Todas Las Rusias el 15 de enero de 1931 en la parte poblada principalmente por ciudadanos soviéticos griegos pónticos del territorio de los raiones de Abinsk y Krýmskaya. El centro administrativo se estableció inicialmente en la stanitsa Krýmskaya. Estaba dividido en diez selsoviets: Grecheski, Gorishni, Keslerovski, Krasnozeleni, Krymski, Merchanski, Neberdzháyevski, Nizhnebakanski, Projladnenski y Sheptalski. El 23 de marzo de 1934 la capital del distrito se trasladó a Nizhnebakánskaya. El 10 de agosto de 1935 se le agregó el resto del territorio del raión de Krymsk. El 13 de septiembre de 1937 entró en la composición del krai de Krasnodar. El 22 de febrero de 1938 se decidió de nuevo que el centro fuera Krymsk y se cambió el nombre del raión por el de raión de Krýmskaya.